# Esquirol de muntanya panameny
L'esquirol de muntanya panameny (Syntheosciurus brochus) és una espècie de rosegador esciüromorf de la família dels esciúrids, l'única del gènere Syntheosciurus. És endèmic de les selves de certes zones de Costa Rica i Panamà.